# Portret van een man met een anjer
Portret van een man met een anjer is een schilderij van een anonieme navolger van Jan van Eyck, uitgevoerd in olieverf op paneel. De afmetingen zijn 41,5 x 31,5 cm. 
Uit dendrochronologisch en schildertechnisch onderzoek blijkt dat het werk vervaardigd werd in de periode tussen 1475 en 1499 en dus, in tegenstelling met wat vroeger gedacht werd, geen werk van Jan van Eyck kan zijn. Het schilderij zou wel een kopie kunnen zijn naar een verloren gegaan werk van Jan van Eyck. Het wordt bewaard in de Gemäldegalerie in Berlijn.
De geportretteerde draagt een grijs gewaad afgeboord met pels aan de mouwen en de hals. Zijn grote hoed is afgeboord met grijze pels. Hij draagt het kenteken van de orde van Sint-Antonius gesticht door  Albrecht van Beieren: een zilveren (of gouden) ketting met een kruisje en daaraan een klokje. Aan de ringvinger van de rechterhand draagt hij een gouden ring, en tussen duim en wijsvinger houdt hij een klein boeketje anjers.
Het werk was in 1867 in het bezit van Philipp Engels uit Keulen. Daarna bevond het zich in de privécollectie van Barthold Suermondt uit Aken die in 1874 (gedeeltelijk) verkocht werd aan de  Staatliche Museen zu Berlin.